# Monsignor Pedro de Foix Montoyas byst
Monsignor Pedro de Foix Montoyas byst är en skulptur, utförd av Giovanni Lorenzo Bernini. Den återfinns i refektoriet vid Santa Maria di Monserrato i Rom. Pedro de Foix Montoya (1556–1630) var en spansk präst och advokat, som verkade vid den påvliga kurian. Han understödde den spanska nationalkyrkan i Rom, Santa Maria di Monserrato, vid vilken det fanns ett härbärge som tog emot spanska pilgrimer.

## Beskrivning
Bysten ingår i Montoyas gravmonument, ritat av Orazio Torriani och skulpterat av Santi Ghetti. Torriani fann inspiration i kardinal Enrico Caetanis gravmonument i Santa Pudenziana. Monumentet över Pedro de Foix Montoya restes först i den spanska nationalkyrkan San Giacomo degli Spagnoli vid Piazza Navona, men flyttades till Santa Maria di Monserrato på 1800-talet, då Spanien förlorade äganderätten till San Giacomo.
Konsthistorikern Charles Avery kommenterar bland annat det knutna skärpet som hänger ner framför bystens sockel och på så sätt mildrar övergången mellan skulpturen och den arkitektoniska inramningen.
En anekdot berättar att en grupp kardinaler och präster besökte kyrkan strax efter att monumentet hade rests. En av dem utbrast: ”Detta är Montoya förstenad.” I nästa ögonblick kom Montoya själv fram till dem. Kardinal Maffeo Barberini, sedermera påve Urban VIII, rörde vid Montoya och sade: ”Detta är Monsignor Montoyas porträtt”, och så vände han sig mot bysten och yttrade: ”och detta är Monsignor Montoya”.
Montoya hade några år tidigare, omkring 1619, beställt två byster av Bernini: Salig själ och Fördömd själ. Dessa byster kan ha varit ämnade för Montoyas gravmonument, men de hamnade istället i sakristian i San Giacomo degli Spagnoli. Numera finns de på Spaniens ambassad vid den Heliga Stolen, belägen vid Piazza di Spagna. Det kan också ha varit meningen att Montoya avsåg att skänka bysterna till Arciconfraternita della Resurrezione, ”Uppståndelsens brödraskap”, som hade sitt säte i San Giacomo och som hade Montoya som medlem.

## Bilder
| - Salig själ. - Fördömd själ. |